# Emily Hart
Emily Hart (Smithtown (Verenigde Staten), 9 mei 1986) is een Amerikaanse actrice.
Hart werd bij het grote publiek bekend door haar rol in de televisieserie Sabrina, the Teenage Witch, waarin ze het nichtje speelde van de hoofdprotagonist Sabrina (gespeeld door haar tien jaar oudere zus Melissa Joan Hart).